# III Szpital Miejski im. dr. Karola Jonschera w Łodzi
III Szpital Miejski im. dr. Karola Jonschera, także Miejskie Centrum Medyczne im. dr. Karola Jonschera (dawn. szpital fabryczny im. św. Anny) – pierwszy szpital przyfabryczny w Łodzi i trzeci w Królestwie Polskim, powstał przy zakładach Karola Scheiblera w 1884. Pod wpływem Inspekcji Fabrycznej, która obligowała fabrykantów do zakładania szpitali przyfabrycznych, z fachową pomocą dr. Karola Jonschera – lekarza rodziny Scheiblerów, powstał, pod względem medycznym, nowoczesny szpital o dwóch oddziałach: wewnętrznym i chirurgicznym z pracownią rehabilitacyjną, laboratorium analitycznym, apteką, a w późniejszym okresie także z pracownią rentgenowską. Budynek sfinansowano z funduszy Anny Scheibler z Wernerów, wdowy po Karolu Scheiblerze, na której cześć szpital nosił imię św. Anny.

## Historia
Budowę szpitala projektu architekta Hilarego Majewskiego rozpoczęto w 1882, natomiast obiekt otwarto 1 września 1884. Poświęcenia szpitala dokonał ksiądz dziekan Dąbrowski. Pierwszym dyrektorem i naczelnym lekarzem szpitala został Juliusz Lohrer. W początkowym okresie działalności szpital liczył 40 łóżek, przy szpitalu funkcjonowało ambulatorium, apteka i przytułek. W 1897 liczba łóżek wzrosła do 60, a w 1912 do 75. Szpital od początku posiadał oświetlenie gazowe, ciepłą i zimną wodę oraz centralne ogrzewanie. W ramach szpitala funkcjonowały od początku oddziały: Chorób Wewnętrznych, Chorób Chirurgicznych wraz z salą operacyjną i opatrunkową, laboratorium, gabinety hydro- i elektroterapii, apteka, a w 1910 powstała pracownia rentgenowska. Początkowo szpital rocznie leczył ok. 200 chorych, ale w 1912 ich liczba wzrosła do 410. Szpital do 1914 pełnił rolę szpitala zakładów Scheiblera. Zabezpieczał potrzeby pracowników i ich rodzin, nie tylko fabryki Scheiblera, ale także tych fabryk, które partycypowały w kosztach utrzymania szpitala. W okresie międzywojennym szpital pełnił funkcję oddziału chirurgicznego szpitala wojskowego. Przed II wojną światową na ul. Przędzalnianą przeniesiono Publiczny Szpital Miejski świętego Antoniego z ulicy Konstantynowskiej. W 1955 budynek rozbudowano i przemianowano na szpital im. Karola Jonschera. Rozbudowa była inicjatywą dra Maksymiliana Taube (dyrektora szpitala w latach 1952–1970). W wyniku rozbudowy powstały: Oddział Chirurgii Ogólnej, Oddział Okulistyczny, Oddział Chorób Wewnętrznych „A", Oddział Chorób Wewnętrznych „B”.

### Dyrektorzy szpitala
- Juliusz Lohrer (1884–1910),
- Michał Dobulewicz (1918–1937),
- Bronisław Frenkel (1937–1939),
- Bogumił Kozłowski (1945),
- Jakub Hajman (1946–1951),
- Maksymilian Taube (1951–1970),
- Benon Głuszkowski (1971–1980),
- Andrzej Frontczak (1980–1990),
- Czesław Beda (1990–1999),
- Andrzej Ryniec (1999–2002),
- Izabela Czernielewska-Rutkowska (2003–2007)
- Bożena Woźniak (2007–?)[12],
- Konrad Łukaszewski (od 2016)[13][14]